# بخش مرکزی شهرستان سرخه
بخش مرکزی، یکی از بخش‌های شهرستان سرخه در استان سمنان ایران است. مرکز این بخش، روستای لاسجرد است.

## تقسیمات کشوری
- بخش مرکزی شهرستان سرخه
  - دهستان لاسگرد
  - دهستان امامزاده عبدالله

شهر: سرخه

## جمعیت
بر پایه سرشماری عمومی نفوس و مسکن در سال ۱۳۹۵، جمعیت بخش مرکزی شهرستان سرخه برابر با نفر بوده است.